# Vaduz
Vaduz (pronúncia em português europeu: [vaˈðuʃ]; pronúncia em português brasileiro: [vaˈdus]; pronúncia em alemão: [faˈduːts] ou [faˈdʊts]) é a capital do Principado de Liechtenstein.
Em 2005 a cidade tinha 5.143 habitantes, a maioria católicos, e uma superfície de 17 km², situando-se às margens do rio Reno. Supõe-se que foi fundada no século XIII pelos condes de Werdenberg. O castelo é mencionado já em 1322, tendo sido saqueado pelos suíços em 1499.
A cidade tem coleções de arte, um museu postal e uma indústria turística importante.

## História
O primeiro documento que trata do nome "Vaduz" data de 1150. O condado de Vaduz foi formado em 1342 com a divisão do território de Sargans-Werdenberg.
Seguramente a região foi povoada desde a época pré-histórica segundo  vestígios encontrados recentemente. Na época romana era uma via de cruzas até a região germânica. A cidade foi fundada provavelmente no século XIII pelo conde de Werdenberg que construiu um castelo de defesa na região, o qual foi propício para atrair pessoas e dar vida a  cidade. O castelo foi mencionado pela primeira vez no ano de 1322, e no ano de 1499 a fortaleza foi saqueada pelos suíços.
Durante o Renascimento a cidade viveu uma época de grande impulso arquitetônico e cultural.

## Economia
Atualmente grande parte da economia local depende dos bancos, Vaduz é considerada como uma das capitais dos paraísos fiscais mais prósperos do mundo.
A cidade é rica em lojas de moda alguns dos quais representam o período da Belle époque (quando Vaduz tinha as melhores relações com Viena) durante o qual a cidade se converteu em um centro cultural a nível europeu, Vaduz foi a sede de vários encontros de filósofos, poetas e músicos.

## Turismo

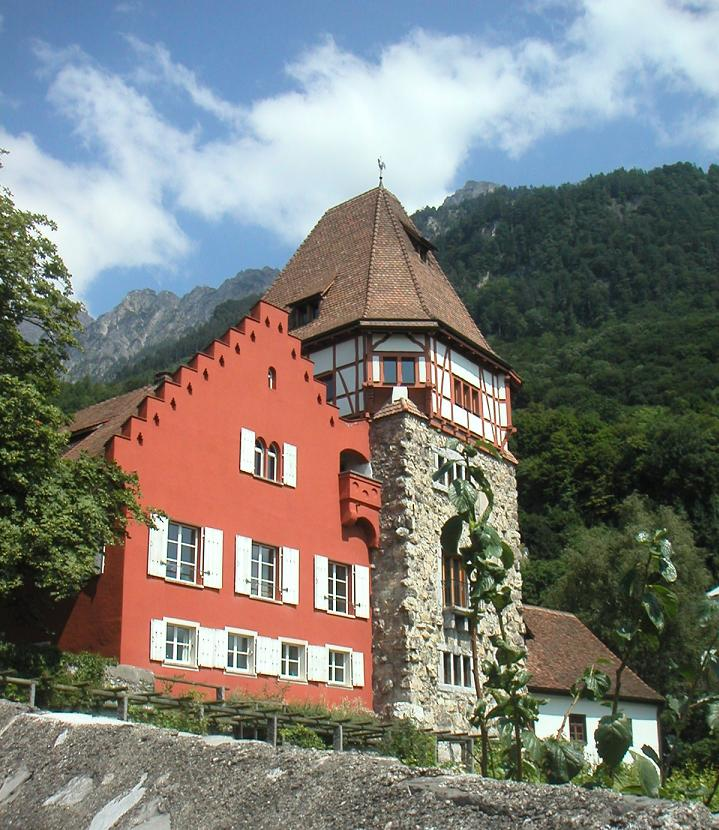
A Casa Vermelha de Vaduz, primeira casa da cidade

O clima continental ajuda Vaduz a ser um dos destinos preferidos de japoneses e chineses. A presença de uma estação termal e de estações de esqui permitem que a cidade possa ser visitada durante todo o ano, a cidade tem acesso por ferrovia e excelentes correspondências de ônibus que a conectam com uma estação ferroviária na Suíça.
O castelo do príncipe foi construído na época medieval, mas com o passar do tempo foram agregadas duas alas, uma de estilo renascentista e outra de estilo neoclássico. Atualmente o castelo está sendo restaurado. A entrada ao público não é permitida. Residência do príncipe e da família real de Liechtenstein, o castelo é visível de qualquer localização da cidade por estar localizado no alto de uma colina.
Vaduz têm três museus principais. O Museu de Artes Decorativas do Liechtenstein contém a coleção de arte do príncipe. Um museu de selos postais, perto do Museu de Artes Decorativas, onde os turistas podem obter selos oficiais do Liechtenstein. O Museu Nacional de Liechtenstein, com coleção histórica de itens europeus. E o Kunstmuseum Liechtenstein ‎, com coleções de arte contemporânea. Além disto, a cidade conta com uma série de bibliotecas bem variadas e uma catedral charmosa.

## Curiosidades

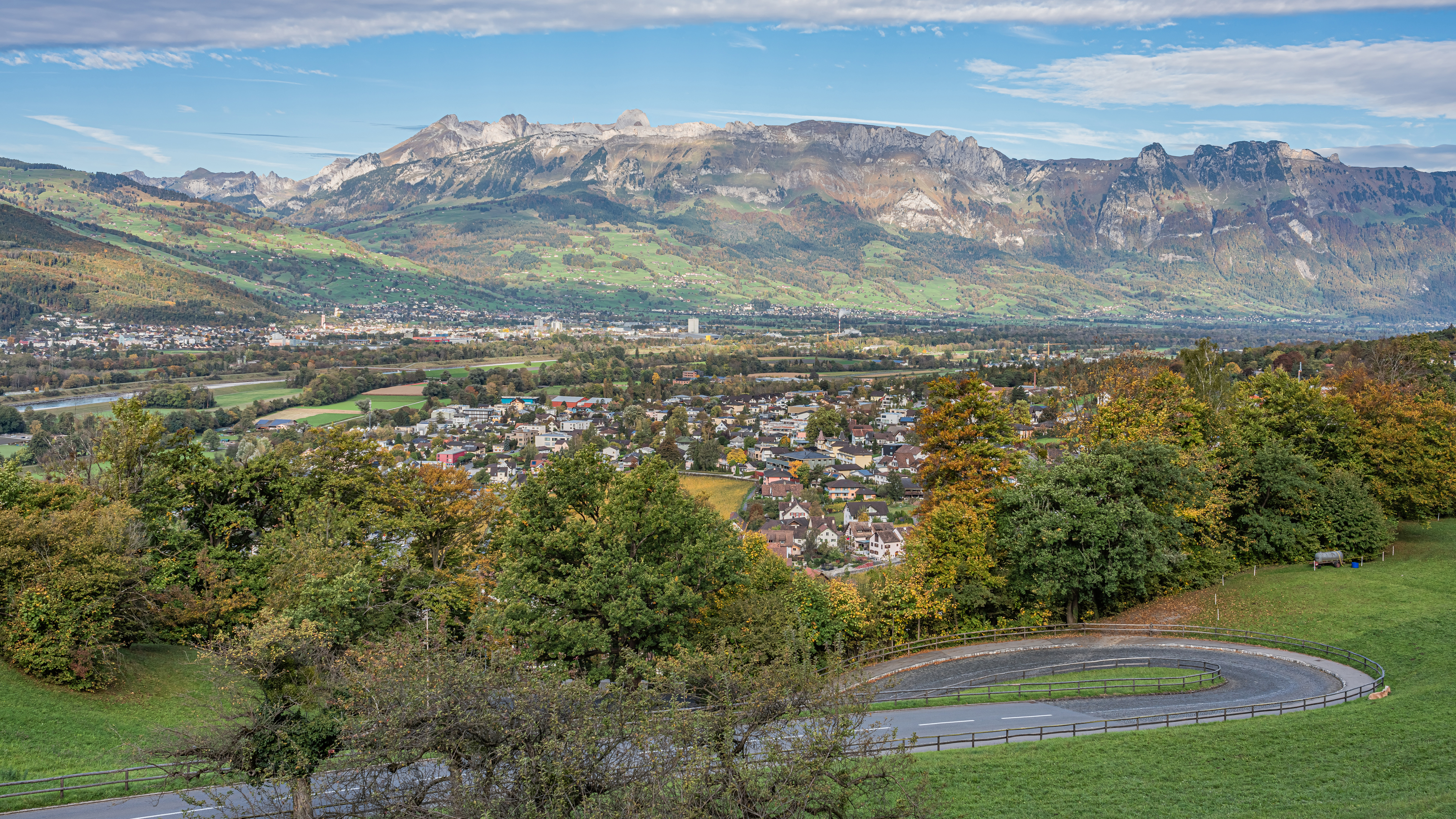
O centro de Vaduz

- Em Vaduz se produz a calculadora Curta, calculadora manual feita em 1948 que na verdade é um pequeno cilindro capaz de fazer contas de adição, subtração, multiplicação e divisão. Ela é fabricada pela Contina AG Mauren.
- Vaduz tem um time de futebol, o FC Vaduz, que como outros times de Liechtenstein jogam na Liga Profissional da Suíça.
- Os membros da família principesca de Liechtenstein são os mais acessíveis do mundo. Turistas locais podem vê-los frequentemente andando pelas ruas e fazendo compras.
- Embora conhecida internacionalmente, Vaduz não é a maior cidade de Liechtenstein. Sua vizinha, Schaan, é mais populosa.